# Adapantus
Adapantus is een geslacht van rechtvleugeligen uit de familie sabelsprinkhanen (Tettigoniidae). De wetenschappelijke naam van dit geslacht is voor het eerst geldig gepubliceerd in 1891 door Karsch.

## Soorten
Het geslacht Adapantus omvat de volgende soorten:
- Adapantus affluens Naskrecki, 2008
- Adapantus angulatus Naskrecki, 2008
- Adapantus bardus Karsch, 1891
- Adapantus brunneus Beier, 1957
- Adapantus castaneus Beier, 1954
- Adapantus longipennis Beier, 1954
- Adapantus marmoratus Chopard, 1954
- Adapantus nitens Chopard, 1954
- Adapantus osorioi Bolívar, 1886
- Adapantus pragerorum Naskrecki, 2008
- Adapantus transmarinus Krauss, 1890